# Elephant (The White Stripes)
Elephant è il quarto album del gruppo musicale rock statunitense dei The White Stripes, pubblicato nel 2003.

## Accoglienza
| Recensione           | Giudizio |
| -------------------- | -------- |
| AllMusic             |          |
| Entertainment Weekly | B        |
| The Guardian         | [ 12 ]   |
| Los Angeles Times    | [ 13 ]   |
| NME                  | 9/10     |
| Pitchfork            | 6.9/10   |
| Q                    | [ 16 ]   |
| Rolling Stone        | [ 17 ]   |
| Spin                 | A        |
| Uncut                | [ 19 ]   |

È il disco più venduto del duo, con più di 6 milioni di copie in tutto il mondo, di cui 2 negli USA.
L'album risulta quinto nella classifica dei 100 migliori album del decennio 2000-2009 secondo la rivista Rolling Stone. Sempre secondo la nota rivista si classifica alla posizione 390 nella classifica dei 500 migliori album di sempre. Venne eletto disco dell'anno da Rumore.
Ball and Biscuit e Seven Nation Army sono le tracce chiave che hanno permesso a Jack White, chitarrista e cantante della band, di entrare nella lista dei 100 migliori chitarristi secondo Rolling Stone piazzandosi al settantesimo posto.

## Tracce
Testi e musiche di Jack White, eccetto dove indicato.
1. Seven Nation Army – 3:51
2. Black Math – 3:03
3. There's No Home for You Here – 3:43
4. I Just Don't Know What to Do with Myself – 2:46 (Burt Bacharach, Hal David)
5. In the Cold, Cold Night – 2:58
6. I Want to Be the Boy to Warm Your Mother's Heart – 3:20
7. You've Got Her in Your Pocket – 3:39
8. Ball and Biscuit – 7:19
9. The Hardest Button to Button – 3:32
10. Little Acorns – 4:09 (Jack White, Mort Crim)
11. Hypnotize – 1:48
12. The Air Near My Fingers – 3:40
13. Girl, You Have No Faith in Medicine – 3:17
14. It's True That We Love One Another – 2:42